# Ludwig Siekmeyer
Ludwig Siekmeyer (* 31. März 1892 in Düsseldorf; † 24. Januar 1983 in Siegburg) war ein deutscher Maler. Als Funktionär der NSDAP und Leiter der Gaukommission des „Reichskartells für bildende Künste“ für den „Gau Westfalen-Niederrhein“ führte er 1933 in dem ihm zugewiesenen Bereich die Gleichschaltung der Künstler- und Kunstvereine sowie Veränderungen beim Lehrpersonal der Kunstakademie Düsseldorf durch.

## Leben

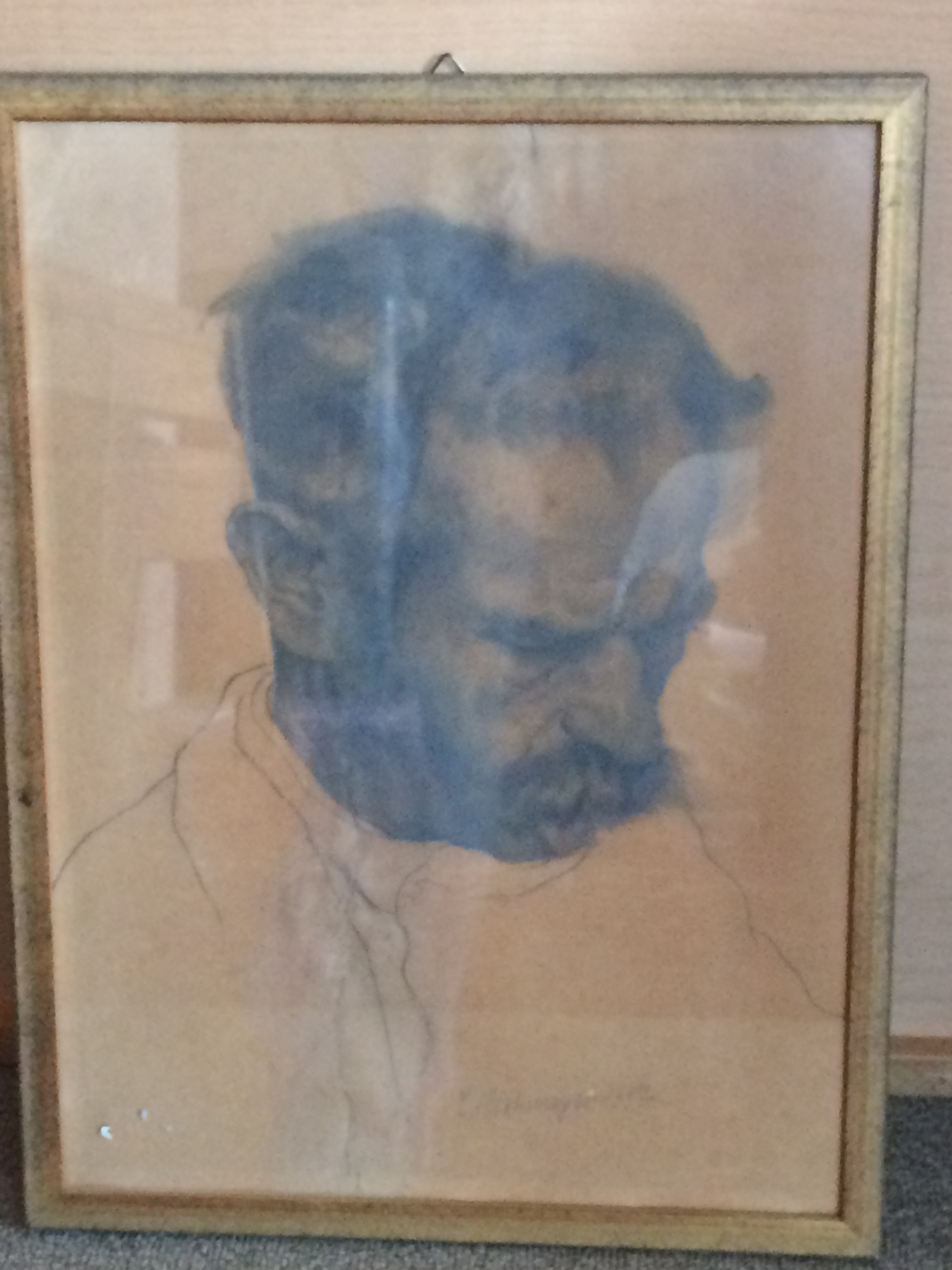
Ludwig Siekmeyer: Kopfstudie

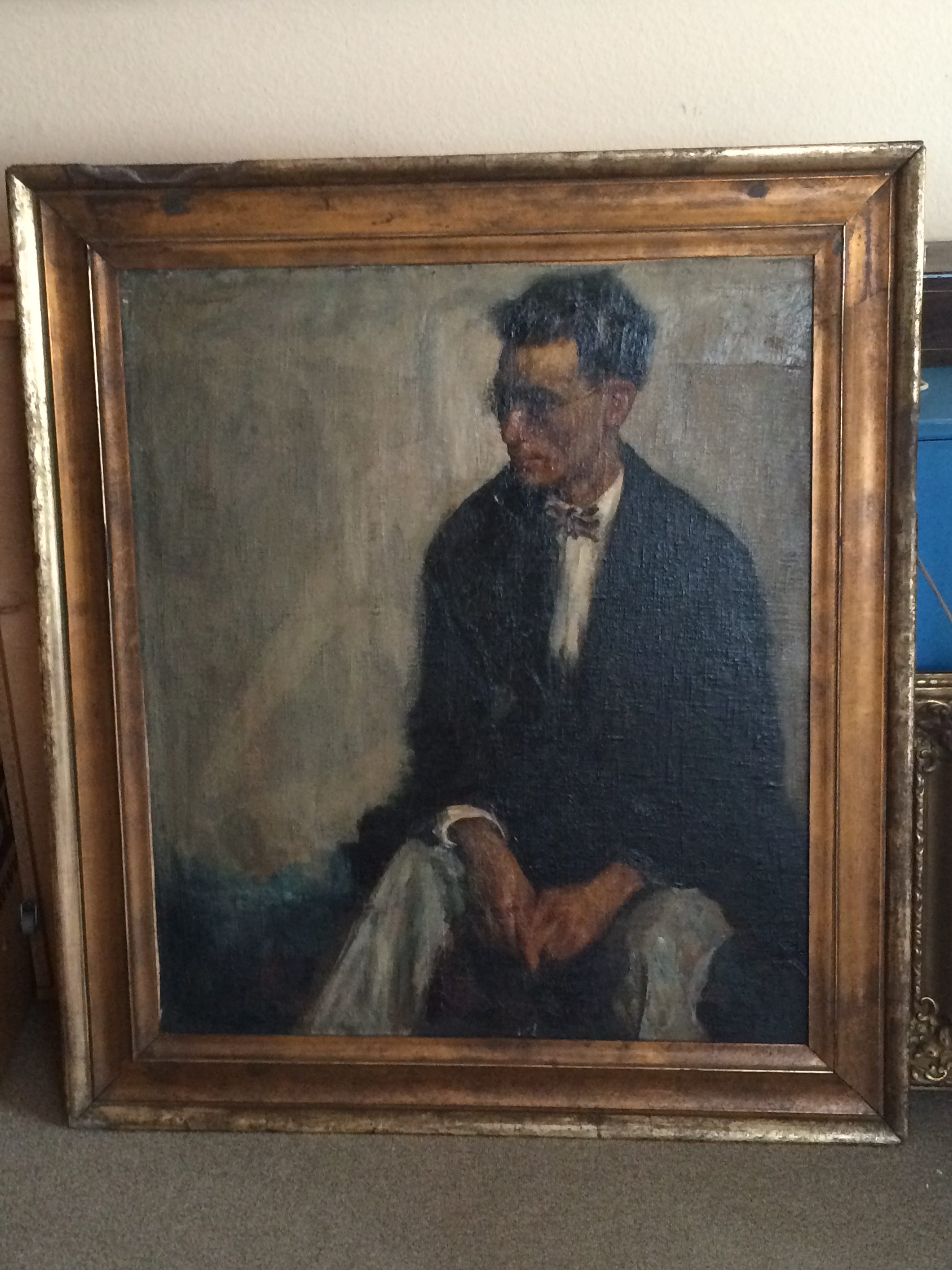
Ludwig Siekmeyer: Bildnis des Bruders Emil Siekmeyer (1891–1967)

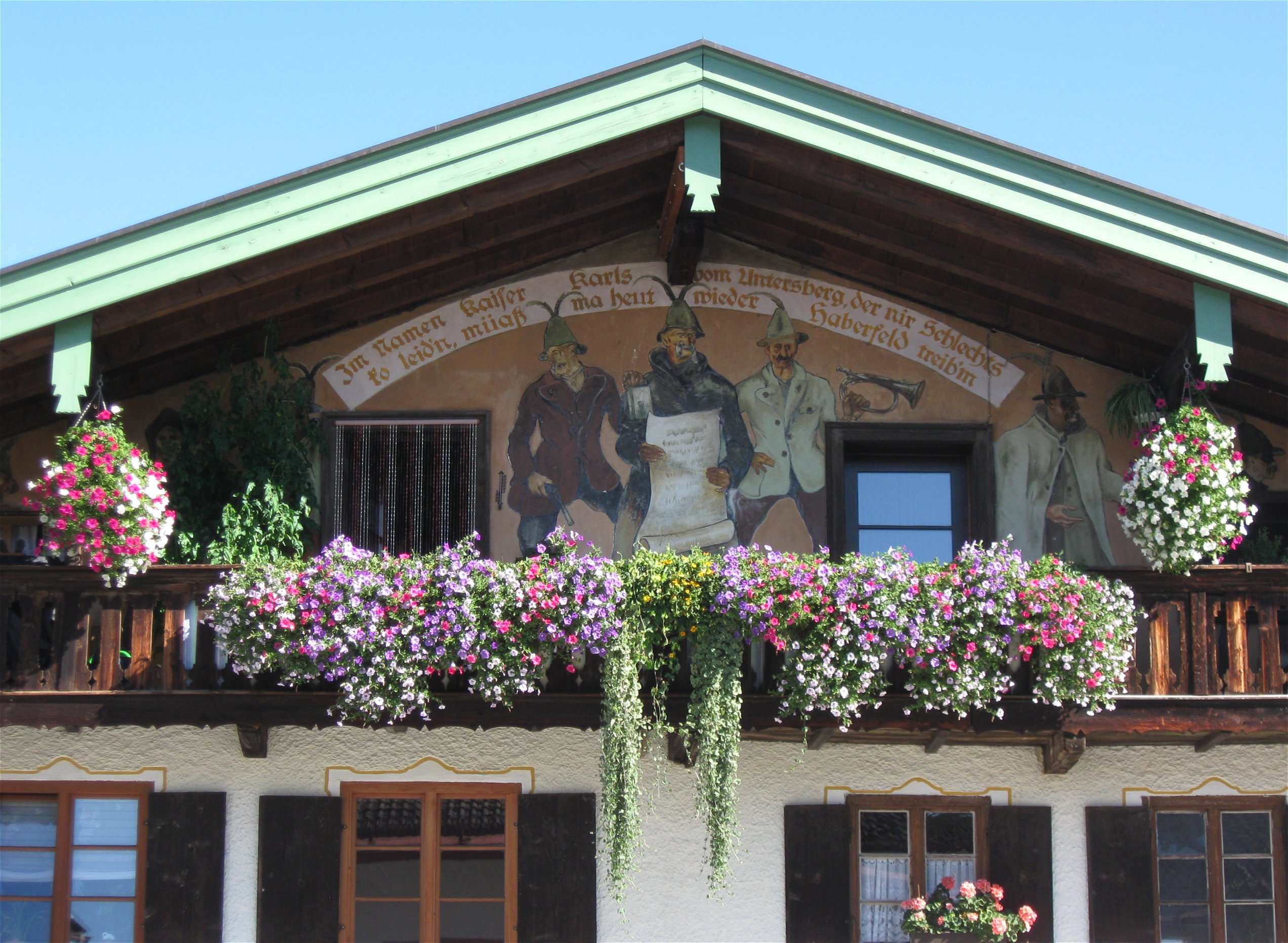
Ludwig Siekmeyer: Haberfeldtreiben, 1937, Wandmalerei am Haus Kirchgasse 8 in Miesbach (Schwabhaus)

Siekmeyers Lebenslauf und Wirken sind nur ansatzweise erforscht. Er begann 1913 ein Studium an der Kunstgewerbeschule Düsseldorf, das er wegen Militärdienstes im Ersten Weltkrieg unterbrechen musste. Sein Studium beendete er anschließend an der Kunstakademie Düsseldorf. 1930 war er als Kunstmaler in Düsseldorf etabliert und wohnte dort in der Zietenstraße 67. Sein Atelier hatte er 1934 im Städtischen Atelierhaus an der Neuen Kunstakademie in der Menzelstraße 16.
Siekmeyer war bereits zum 1. Dezember 1931 der NSDAP beigetreten (Mitgliedsnummer 846.144) und fungierte für das Gebiet des „Gaus Westfalen-Niederrhein“ als Leiter der Gaukommission des „Reichskartells für bildende Künste“, einer 1933 gegründeten Vorgängerorganisation der Reichskammer der bildenden Künste, die von dem NSDAP-Mitglied und NS-Kulturfunktionär Max Kutschmann angeführt wurde. Seine Geschäftsstelle in Düsseldorf war als eine von zwölf Dienststellen des Reichskartells nicht nur für den Niederrhein, sondern bis zur Reorganisation des Reichskartells als Reichskammer der bildenden Künste auch für Westfalen zuständig. Unter Siekmeyer, der am 24. Juli 1933 von Kutschmann in die Kommissionsleitung eingesetzt worden war, gehörten der Gaukommission Westfalen-Niederrhein Julius Paul Junghanns, ab März 1933 kommissarischer Direktor der Kunstakademie Düsseldorf, und Leo Sebastian Humer, ab 1933 außerordentlicher Professor der Düsseldorf Akademie, sowie der Bildhauer Josef Daniel Sommer und die Architekten Karl Ackermann (1898–1938) und Hans Hübbers (* 1893) an.
Mit dem Auftrag der Gleichschaltung aller „Künstlerverbände und Vereinigungen“ und ihrer Eingliederung in das „Reichskartell für bildende Künste“, der sich aus dem Erlass des Reichsministers für Volksaufklärung und Propaganda vom 28. Juli 1933 ergab, stellte sich Siekmeyer am 4. August 1933 beim Landeshauptmann der Rheinprovinz, Heinrich Haake, vor. Drei Tage später, am 7. August, erschien in der Düsseldorfer NSDAP-Zeitung Volksparole eine entsprechende Anordnung Siekmeyers für die Öffentlichkeit. Demnach hatten alle Künstler- und Kunstvereine bis zum 15. August ihre Mitgliederlisten, ihre Vermögensverhältnisse sowie eine Liste des Vorstands, der mit mindestens zu 51 Prozent aus Parteigenossen der NSDAP zu besetzen war, vorzulegen. Den Reichsverband bildender Künstler erklärte Siekmeyer für aufgelöst.
Bereits kurz nach Inkrafttreten des Ermächtigungsgesetzes vom 24. März 1933 hatte sich Siekmeyer am 31. März 1933 als „Mitglied der von der Gauleitung der Nationalsozialistischen Arbeiterpartei eingesetzten Fachgruppe für bildende Künste, Theater und Musik“ bei der Kunstakademie Düsseldorf vorgestellt und Veränderungen des Lehrkörpers der Akademie veranlasst. Als ihren kommissarischen Leiter setzte er den Maler Julius Paul Junghanns ein.
Innerhalb der nationalsozialistischen Hierarchie soll Siekmeyer zunehmend in Konflikt geraten sein. 1934 übernahm der Architekt Peter Grund seine Stellung als NS-Kulturfunktionär im Rheinland. Dieser wurde als Nachfolger von Junghanns auch neuer Direktor der Düsseldorfer Akademie. 1935 zog Siekmeyer sich nach Großseeham am Seehamer See in Bayern zurück. Um 1960 war er Kunstlehrer am Ernst-Kalkuhl-Gymnasium in Oberkassel bei Bonn. Dort war der spätere Kunstprofessor Jörg Immendorff einer seiner Schüler.
Künstlerisch trat Siekmeyer vor allem durch Porträts, Landschaften und Stillleben in Erscheinung. 1928 war er auf der Ausstellung Deutsche Kunst im Düsseldorfer Kunstpalast vertreten. Für Zeit des Nationalsozialismus ist seine Teilnahme an 12 Gruppenausstellungen sicher belegt , darunter 1937, 1938, 1940, 1941 und 1943 die Große Deutsche Kunstausstellung in München. Dabei erwarb Joseph Goebbels eines seiner Landschaftsbilder. Ab 1935 waren Siekmeyers Bilder neben avantgardistischen Werken als Beispiele der Gegenwartskunst in der Galerie der Neuzeit der Städtischen Kunstsammlungen Düsseldorf zu sehen.  An einer Hausfassade im oberbayerischen Miesbach schuf er 1937 ein Fresko mit einer Figurendarstellung zum Haberfeldtreiben.
Die Pfalzgalerie Kaiserslautern besitzt sein 1941 entstandenes Gemälde Mädchen, das Museum Kunstpalast das 1927 gemalte Pariser Straßenbild.